# Benjamin Marc Ramaroson
Benjamin Marc Ramaroson CM (* 25. April 1955 in Manakara) ist ein madagassischer Ordensgeistlicher und römisch-katholischer Erzbischof von Antsiranana.

## Leben
Ramaroson studierte nach dem Erwerb eines Bakkalaureats in Mathematik zwei Jahre lang an der staatlichen Universität in Antananarivo, bevor er Mitglied der Lazaristen wurde. Am 15. Oktober 1980 legte er die Ordensgelübde ab und am 15. August 1984 wurde er zum Priester geweiht.
Nach seiner Priesterweihe war er Dompfarrer (1984–1986), Student an der Päpstlichen Universität Gregoriana (1986–1990), wo er das Doktorat in Spiritualität machte, Oberer des Scholastikats der Lazaristen in Fianarantsoa und Professor für Moraltheologie (1990–2000), Rektor des Noviziats der Lazaristen (2000–2001) und seit 2001 Provinzial der Lazaristen in Madagaskar.
Am 26. November 2005 wurde er von Papst Benedikt XVI. zum Bischof von Farafangana auf Madagaskar ernannt. Die Bischofsweihe spendete ihm der Erzbischof von Fianarantsoa, Fulgence Rabemahafaly, am 25. März des Folgejahres. Mitkonsekratoren waren der Altbischof von Tôlagnaro, Jean-Pierre-Dominique Zévaco, und der Bischof von Ihosy, Philippe Ranaivomanana.
Am 27. November 2013 ernannte ihn Papst Franziskus zum Erzbischof von Antsiranana. Vom 13. September 2019 bis zum 15. Januar 2023 war Ramaroson zudem Apostolischer Administrator des vakanten Bistums Ambanja. 